# Disney Media and Entertainment Distribution
Disney Media and Entertainment Distribution (DMED), anteriormente Walt Disney Direct-to-Consumer & International, fue uno de los cinco principales segmentos comerciales de The Walt Disney Company. Se formó el 12 de octubre de 2020 como parte de la reorganización de la estructura de medios y entretenimiento de Disney y consiste en los servicios de streaming de Disney, su división de ventas publicitarias y sus canales de televisión lineales y sindicados. Se centraba en la monetización estratégica de títulos de los tres grupos de contenido de Disney: Walt Disney Studios, Walt Disney Television y ESPN.
En febrero de 2023, tras el regreso de Bob Iger como director ejecutivo de la empresa, comenzó a reorganizar todas las divisiones de Disney como parte de una reorganización más amplia de la compañía. Esto incluiría el traslado de las responsabilidades de DMED a una nueva división de Disney Entertainment que supervisa todo el contenido filmado y en pantalla, y sus redes y lugares de transmisión, excluyendo ESPN y las operaciones deportivas.

## Historia
Disney Media and Entertainment Distribution se formó como parte de la reorganización estructural de medios y entretenimiento de The Walt Disney Company, que tuvo lugar el 12 de octubre de 2020 y se debió principalmente al éxito de los servicios de streaming de Disney, principalmente Disney+. Kareem Daniel fue nombrado presidente de la nueva unidad. Como parte de esta reorganización, se disolvió Walt Disney Direct-to-Consumer & International y se crearon dos segmentos comerciales en su lugar: Disney International Operations, enfocado en las subsidiarias internacionales de Disney, y Disney Media and Entertainment Distribution, enfocado en dichos servicios de transmisión por streaming, sus divisiones de publicidad y canales de televisión lineal y sindicados de Disney.

## Unidades de negocio

### Servicios de streaming
- Disney+
  - Star (Disney+)
- ESPN+ (Participación del 80%)
- Hulu (Participación del 67%)
- Disney+ Hotstar (conocido como Hotstar en Estados Unidos, Canadá, Reino Unido y Singapur)[3]
- Star+

### Tecnología
- Disney Streaming Services

### Distribución y venta de contenido
- Disney Platform Distribution
  - Walt Disney Studios Motion Pictures
    - Home Entertainment

  - Domestic Television Distribution
  - International Television Distribution
  - Disney Music Group
- Disney Advertising Sales

### Canales lineales
- ABC Owned Television Stations
- Disney XD

### Productos digitales
- Disney Digital Network
- Movies Anywhere